# Metzeresche
Metzeresche település Franciaországban, Moselle megyében. Lakosainak száma 988 fő (2022. január 1.). Metzeresche Buding, Hombourg-Budange, Kédange-sur-Canner, Luttange, Metzervisse és Volstroff községekkel határos.

## Népesség
A település népességének változása:
| Lakosok száma | 465  | 720  | 691  | 807  | 871  | 908  | 949  | 968  | 978  | 988  |
|               | 1968 | 1982 | 1990 | 2006 | 2013 | 2015 | 2017 | 2019 | 2020 | 2022 |